# Falcon Island (ö i Australien, Queensland, lat -21,98, long 149,88)
Falcon Island är en ö i Australien. Den ligger i delstaten Queensland, omkring 690 kilometer nordväst om delstatshuvudstaden Brisbane.
Savannklimat råder i trakten. Genomsnittlig årsnederbörd är 1 003 millimeter. Den regnigaste månaden är mars, med i genomsnitt 207 mm nederbörd, och den torraste är augusti, med 19 mm nederbörd.